# Cynorkis arnottioides
Cynorkis arnottioides är en orkidéart som beskrevs av Heinrich Gustav Reichenbach. Cynorkis arnottioides ingår i släktet Cynorkis, och familjen orkidéer.
Artens utbredningsområde är Réunion. Inga underarter finns listade i Catalogue of Life.